# لقاعة خملية

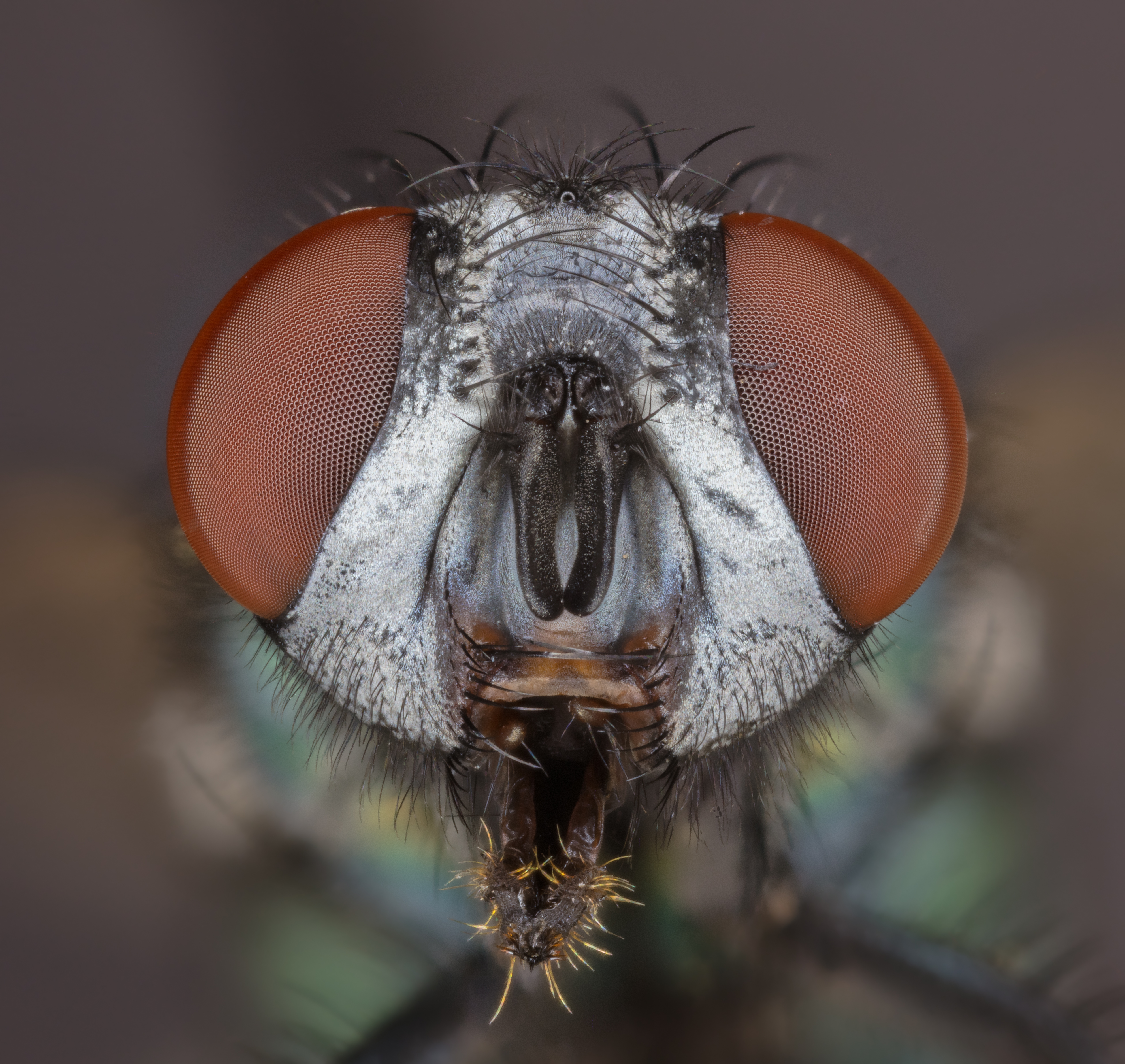
صورة للرأس

اللَّقَّاعة الخملية أو ذبابة سيريكاتا الزرقاء (الاسم العلمي: Lucilia sericata)، هي خوتعة توجد في معظم مناطق العالم وهي الأكثر شهرة من بين العديد من أنواع ذبابة الزجاجة الخضراء. جسدها يطول 10–14 مـم (0.39–0.55 بوصة) أكبر بقليل من ذبابة المنزل وله لون لامع أو معدني أو أزرق مخضر أو ذهبي بعلامات سوداء. لها هلبات سوداء قصيرة ومتناثرة وثلاثة أخاديد متقاطعة على الصدر. الأجنحة شفافة ذات أوردة بنية فاتحة، والساقين والزباني سوداء. يمكن استخدام يرقات الذبابة في العلاج باليرقات، وهي شائعة الاستخدام في علم الحشرات الشرعي، ويمكن أن تكون سبب النغف في الماشية والحيوانات الأليفة. تظهر ذبابة الزجاجة الخضراء الشائعة في الربيع للتزاوج.